# Crataeva tapia
Crataeva tapia là một loài thực vật có hoa trong họ Capparaceae. Loài này được L. mô tả khoa học đầu tiên năm 1753.